# Grimbergen (birra)
Grimbergen è una birra d'abbazia belga commercializzata da Carlsberg. In precedenza, fino al 2008, è stata commercializzata dal gruppo Scottish & Newcastle, fino ad allora il primo gruppo birraio nel Regno Unito. Nel 2008 il suddetto gruppo è stato acquistato dalla danese Carlsberg unitamente all'olandese Heineken per 10,4 miliardi di euro, dividendosi poi i marchi fino ad allora controllati dalla S&N. Tra questi il marchio Grimbergen, che è passato alla Carlsberg.

## Storia
L'abbazia di Grimbergen fu fondata nel 1128 da Norbert de Xanten, ma fu distrutta nel 1142, quindi ricostruita nel 1566 e nel 1798. Nel corso della sua storia l'abbazia è diventata famosa per la sua produzione birraria. Nel XII secolo i Padri premostratensi hanno messo a punto la ricetta della Grimbergen, tramandandola fino ai giorni nostri.
Simbolo della rinascita, l'emblema della fenice venne scelto nel 1629 come marchio, unitamente allo slogan, Ardet nec consumitur («brucia ma non si consuma»).
In occasione della sosta nell'abbazia, la birra era consumata dai pellegrini, che ne apprezzavano la ricchezza degli aromi ed il sapore.

## Tipologie prodotte
- Grimbergen Blonde: birra ad alta fermentazione, di un colore brillante giallo oro con riflessi ocra. Grimbergen deve il suo aroma particolare ad una miscela di albicocche mirabelle ed ananas macerati, rum scuro, liquirizia e varie spezie (6,7% vol).
- Grimbergen Double-Ambrèe: birra ad alta fermentazione, di colore ambrato carico dovuto alla tostatura del malto. Ha spiccati aromi di caramello, frutta rossa e liquirizia (6,5% vol).
- Grimbergen Blanche: lanciata nel 2007, è una classica blanche belga, dal sapore fruttato e floreale (6% vol.).
- Grimbergen Rousse (6% vol).
- Grimbergen Triple (8% vol).
- Grimbergen Optimo Bruno: scura, molto rotonda e decisa, è il prodotto più ad alta gradazione della Grimbergen (10% vol).
- Grimbergen Cuvée de l'Ermitage (7,5% vol).
- Grimbergen Dorèe 8° (8% vol).

Le birre Grimbergen sono imbottigliate nei formato 25 cl, 33 cl, 65 cl e 75 cl, variando il formato a seconda della tipologia e del mercato.

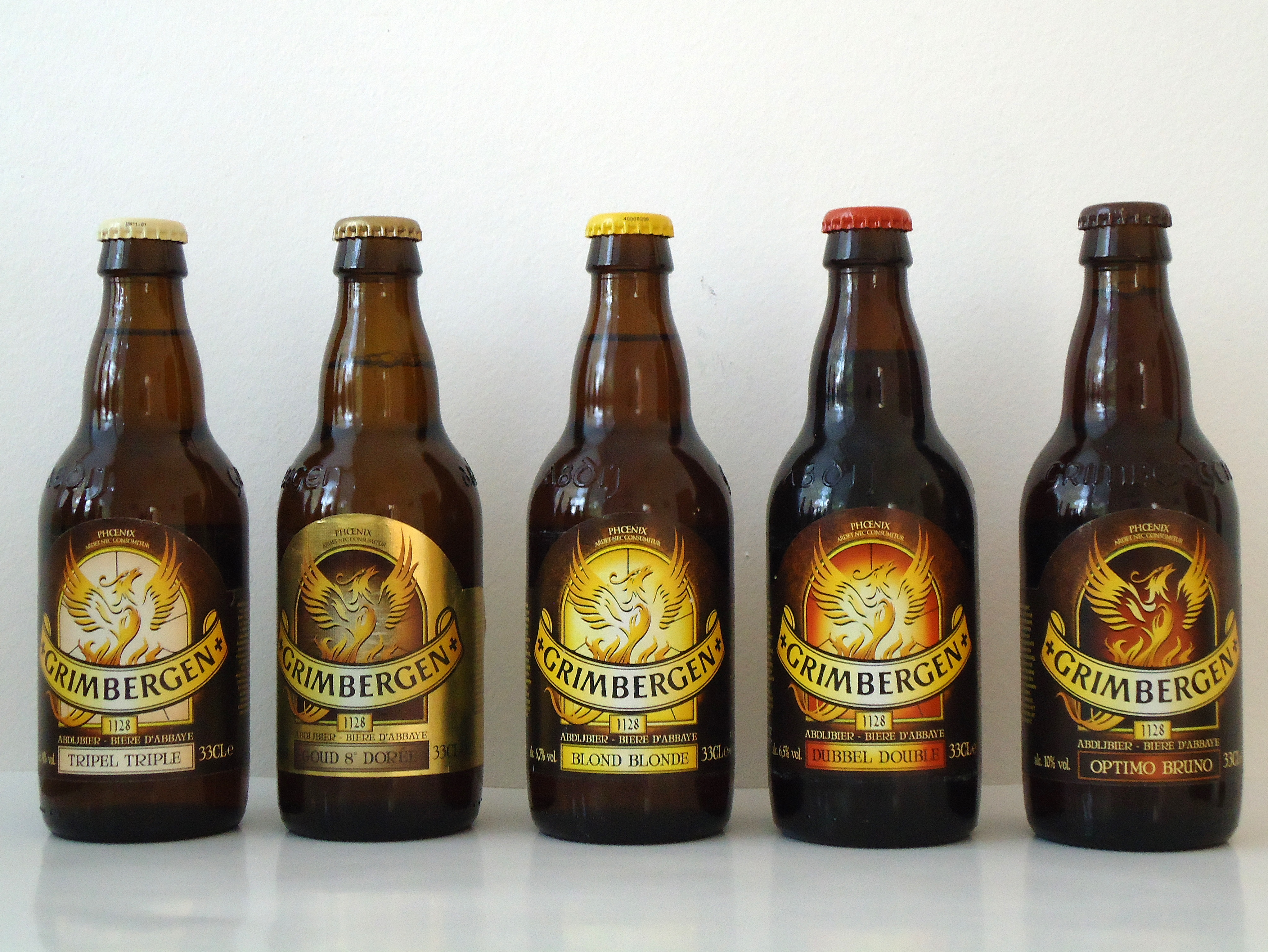
Bottiglie di Grimbergen da 33 cl. Da sinistra: Triple, Dorèe 8°, Blonde, Double e Optimo Bruno

## Slogan
- Ardet nec consumitur (Brucia ma non si consuma)
- Et le silence se fait (Ed il silenzio è realizzato)